# IC 4669
IC 4669 је спирална галаксија у сазвјежђу Змај која се налази на листи објеката дубоког неба у Индекс каталогу.
Деклинација објекта је + 61° 26' 2" а ректасцензија 17h 47m 12,8s. Привидна величина (магнитуда) објекта IC 4669 износи 14,1 а фотографска магнитуда 14,9. IC 4669 је још познат и под ознакама UGC 10992, CGCG 300-69, IRAS 17466+6127, PGC 60856.